# Dongmun-dong, Seosan
Dongmun-dong (koreanska: 동문동) är en stadsdel i staden Seosan i provinsen Södra Chungcheong, i den västra delen av Sydkorea, 100 km sydväst om huvudstaden Seoul.

## Indelning
Administrativt är Dongmun-dong indelat i:
| Namn      | Namn               | Yta i km² | Invånare 31 dec 2020 |
| --------- | ------------------ | --------- | -------------------- |
| 동문동1동 | Dongmun 1(il)-dong | 8,84      | 19 521               |
| 동문동2동 | Dongmun 2(i)-dong  | 8,84      | 9 293                |